# UNITAS

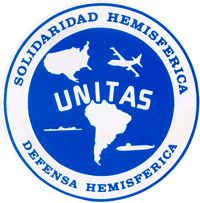
Logo de l'UNITAS.

UNITAS sont des exercices maritimes et des entraînements portuaires impliquant plusieurs pays d'Amérique du Nord, du Sud et centrale, menés par les États-Unis depuis 1959.
En 2009, les exercices sont baptisés UNITAS Gold, en reconnaissance du 50e anniversaire des premiers exercices de 1959.